# Gorki (Rostov)
|  | Per a altres significats, vegeu «Gorki». |

Gorki (en rus: Горки) és un poble (un possiólok) de l'óblast de Rostov, a Rússia, que en el cens del 2010 tenia 9 habitants, pertany al municipi de Krasnozorinski.